# جورج آنتونیو
جورج آنتونیو (انگلیسی: George Antonio; ۲۰ اکتبر ۱۹۱۴ – ۲ ژوئیهٔ ۱۹۹۷) بازیکن فوتبال اهل بریتانیا بود.
از باشگاه‌هایی که در آن بازی کرده‌است می‌توان به باشگاه فوتبال استوک سیتی، باشگاه فوتبال منزفیلد تاون، باشگاه فوتبال دربی کانتی، باشگاه فوتبال دونکستر راورز، و باشگاه فوتبال استافورد رانجرز اشاره کرد.